# カール・マーロン

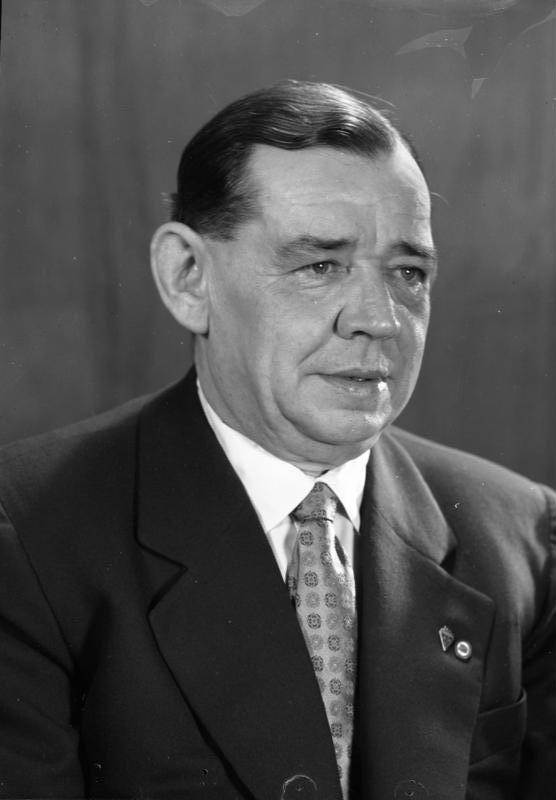
カール・マーロン（1957年）

カール・マーロン（Karl Maron, 1903年4月27日 - 1975年2月2日）は、ドイツの政治家。ドイツ共産党(KPD)の党員で、後に共産党の後継政党であるドイツ社会主義統一党(SED)にも所属した。1955年から1963年までドイツ民主共和国（東ドイツ）にて内務大臣を務めた。またドイツ人民警察の将校として、大将(Generaloberst)の階級にあった。

## 経歴
1903年、シャルロッテンブルクにて御者(Kutscher)の息子として生を受ける。1917年から1921年まで国民学校に通った後、機械工としての修業を受け、1929年からは実際に職についている。また1919年からはプロレスラーとしても活動していた。1926年、ドイツ共産党(KPD)に入党。1927年から1928年までジーメンスのベルリン工場における共産党戦線(KP-Leitung)に参加し、1931年からは赤色スポーツ部闘争共同体に参加、さらに1932年には労働者スポーツ団「フィヒテ」(Arbeitersportvereins „Fichte“)の会長(Vorsitzender)となる。
1934年、共産党の非合法化を受けてコペンハーゲンに移住し、国際赤色スポーツ団(Rote Sport-Internationale, RSI)の出版広報部にて編集長を務める。1935年からはRSI代表としてモスクワの共産主義インターナショナル（EKKI, コミンテルン）の執行委員会に派遣され、1937年にRSIが解散するとEKKIの出版・情報部に身分を移す。1943年から1945年まで、彼は自由ドイツ国民委員会(NKFD)の機関紙『Freies Deutschland』の編集者となり、戦況報道を担当した。
1945年、いわゆるグルッペ・ウルブリヒトの一員としてドイツへ帰国。1946年までベルリンの第1副市長(Erster Stellvertretender Oberbürgermeister)を務め、その後1949年までSED所属のベルリン市議会議員を務めた。また1948年からは市議会財政委員を務めている。1949年から1950年までSED機関紙『ノイエス・ドイチュラント』の副編集長。1950年、クルト・フィッシャーの後任としてドイツ人民警察長官兼内務次官の職に付き、警察将校として総監（Generalinspekteur, 中将相当）の階級を得る。1955年から健康上の理由で退職する1963年まで、彼はヴィリー・シュトフ内務相の後継者として内務大臣たるドイツ人民警察長官の職を務めた。また1962年以降には大将(Generaloberst)に昇進している。
彼は1954年以降SED中央委員会の委員で、1958年から1967年まで人民議会議員を務めた。1961年には国防評議会の一員としてベルリン国境の封鎖（ベルリンの壁建設）の決定に関与している。1964年からはSED中央委員会世論研究所に所長として勤務した。
1975年、ベルリンにて死去。遺骨はフリードリヒスフェルデ中央墓地内の社会主義者追悼碑の元に埋葬された。

## 私生活
カール・マーロンは1955年に妻ヘラ（Hella, 1915年 - 2010年 旧姓Iglarz）と結婚している。作家モニカ・マーロンは義理の娘にあたる。

## 勲章・栄誉等
- カール・マルクス勲章（1963年）、労働者英雄（ドイツ語版）名誉章（1965年）、愛国功労勲章金章名誉記章（1968年）、シャルンホルスト勲章（ドイツ語版）（1973年）。
- ベルリン＝マルツァーン（ドイツ語版）のペルヒャウ通り(Poelchaustraße)は、1978年から1992年までカール＝マーロン通り(Karl-Maron-Straße)と呼ばれていた。
- 1983年、東独郵政省はカール・マーロンの記念切手を発行した。